# بانغالي فودي كويتا

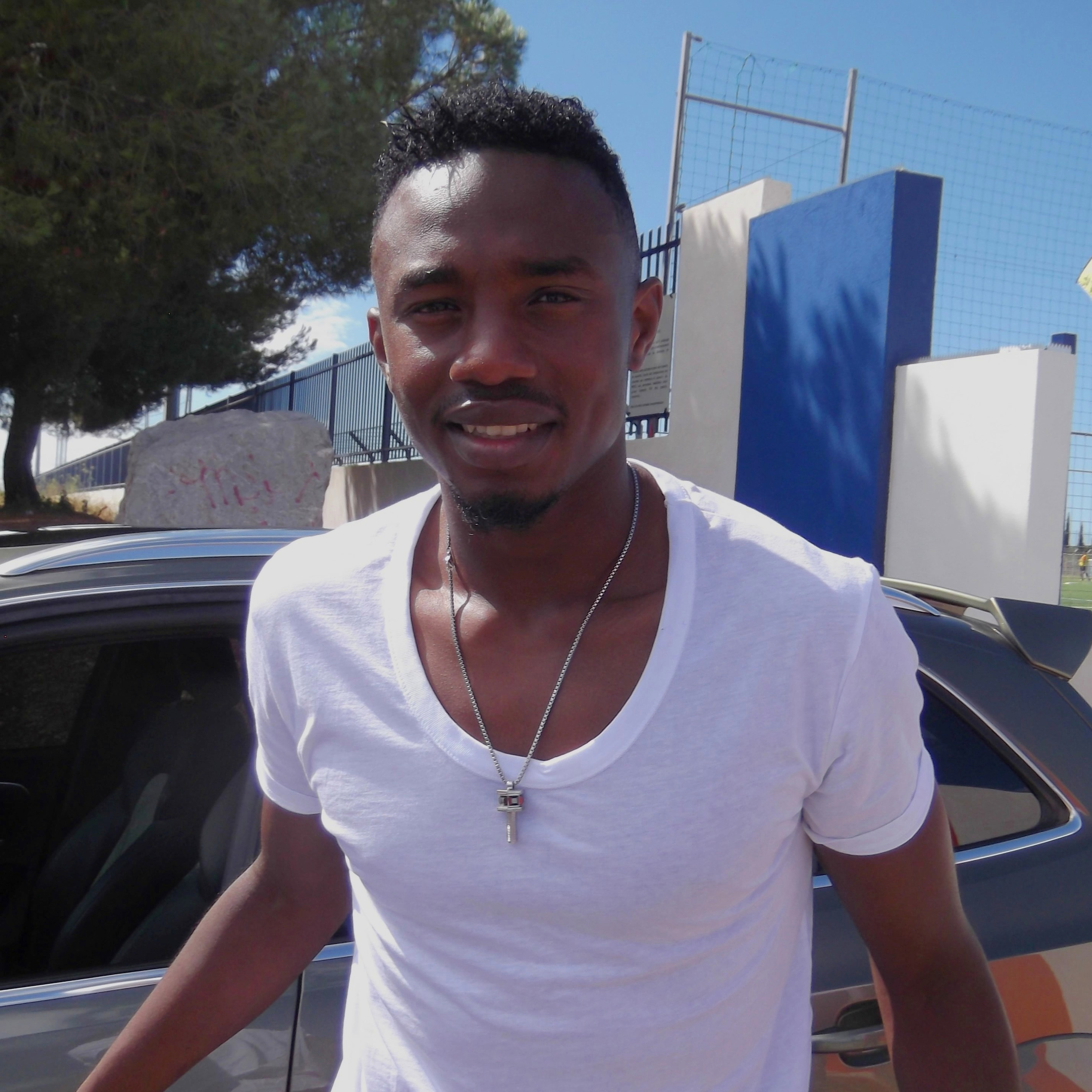

بانغالي فودي كويتا (بالفرنسية: Bengali-Fodé Koita)‏ (مواليد 21 أكتوبر 1990 في باريس - فرنسا) لاعب كرة قدم فرنسي يلعب حاليا لصالح نادي الدرجة الأولى مونبيلييه الفرنسي منذ 2006 في مركز المهاجم .

## روابط خارجية
- بانغالي فودي كويتا على موقع اتحاد تركيا (لاعب) (الإنجليزية)
- بانغالي فودي كويتا على موقع قاعدة بيانات كرة القدم.إي يو (الإنجليزية)
- بانغالي فودي كويتا على موقع ليكيب (الفرنسية)
- بانغالي فودي كويتا على موقع ناشيونال فوتبول تيمز (الإنجليزية)
- بانغالي فودي كويتا على موقع Soccerbase.com (لاعب) (الإنجليزية)
- بانغالي فودي كويتا على موقع Soccerway.com (الإنجليزية)
- بانغالي فودي كويتا على موقع عالم كرة القدم.نت (الإنجليزية)
- بانغالي فودي كويتا على موقع AS.com (الإسبانية)